# Carl Reinhold von Krassow

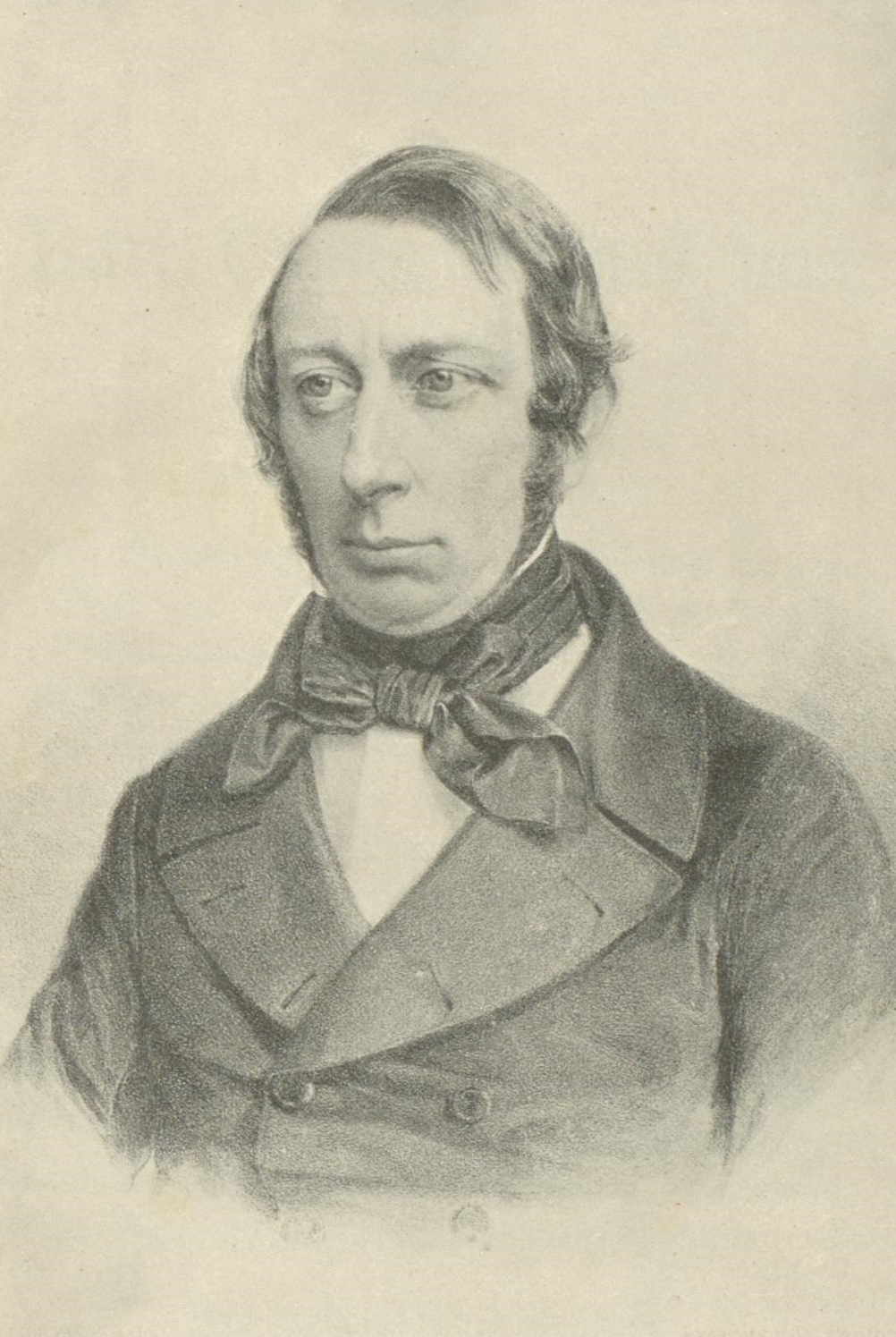
Carl Reinhold Graf von Krassow

Carl Reinhold Graf von Krassow (* 15. April 1812 in Stralsund; † 13. Februar 1892 in Pansevitz auf Rügen) war ein preußischer Verwaltungsbeamter und Politiker.

## Leben
Carl Reinhard von Krassow entstammt der uradligen rügischen Familie von Krassow. Er war der Sohn des Friedrich Heinrich von Krassow (1775–1844) und dessen Ehefrau Jaquette Gustava, geborene von Essen. Er erhielt seine Schulbildung durch Hauslehrer und studierte ab 29. September 1830 Rechtswissenschaft und Kameralwissenschaft an der Universität Berlin, wobei er sich sehr für die Naturwissenschaften interessierte. Zusammen mit Eduard Leyde verfasste er ein dreibändiges Lehrbuch der Zoologie, Botanik und Mineralogie.
Im Jahr 1838 wurde er mit der Verwaltung des Landratsamtes des Kreises Franzburg betraut und wurde bald darauf Landrat. Nach dem Tod seines Vaters 1844 bat er um Entlassung und widmete sich der Verwaltung der Güter in Divitz bei Barth.
1848 gründete er zusammen mit dem Stralsunder Pfarrer Magnus Böttger den Verein der Freunde der Inneren Mission in Neuvorpommern und Rügen.
1849 wurde Krassow für Franzburg und Rügen Abgeordneter im Preußischen Abgeordnetenhaus. 1852 wurde er Regierungspräsident des Regierungsbezirks Stralsund. In diesem Amt widmete er sich besonders erfolgreich der Entwicklung des Schulwesens. Im Jahre 1861 wurde Krassow auf Präsentation des alten und des befestigten Grundbesitzes im Landschaftsbezirk Neuvorpommern und Rügen Mitglied des Preußischen Herrenhauses. Für sein Wirken wurde er am 31. März 1869 zum Stralsunder Ehrenbürger ernannt. Der preußische König verlieh ihm das Komturkreuz des Hausordens von Hohenzollern und den Titel „Wirklicher Geheimer Rat“ mit dem Prädikat „Exzellenz“. Nach der Neugründung des Johanniterordens 1853 wurde er der erste Kommendator der Pommerschen Provinzial-Genossenschaft des Ordens und blieb dies bis 1876. Seine ersten Bemühungen in dieser Funktion waren, u. a. mit Unterstützung des Freiherrn von Sobeck-Kruckow, ein Johanniter-Krankenhaus in Pommern einzurichten. Er hatte des Weiteren das Ehrenamt des Erbjägermeisters im Fürstentum Rügen und der Lande Barth inne.
1869 nahm Krassow aus gesundheitlichen Gründen seinen Abschied. Er wurde ritterschaftlicher Abgeordneter für den Kreis Franzburg-Barth im Provinziallandtag der Provinz Pommern. Er starb 1892 auf seinem Gut in Pansevitz auf Rügen.

## Familie
Krassow heiratete 1840 Clementine von Below (* 11. März 1819; † 12. August 1888), die Tochter des Generalleutnants Wilhelm von Below (1783–1864), mit der er drei Töchter hatte, Hedwig, Luise und Caroline. Daher starb mit ihm der gräfliche Zweig derer von Krassow im Mannesstamm aus. Die älteste Tochter Luise von Krassow (* 31. Oktober 1843; † 7. Februar 1930), verheiratet mit Edzard zu Innhausen und Knyphausen, wurde Herrin des Krassowschen Fideikommisses Pansevitz.

## Schriften
- Carl Reinhold von Krassow, Eduard Leyde: Lehrbuch der Naturgeschichte für Gymnasien und höhere Bürgerschulen. 3 Bände, Berlin 1835–1838.